# Johannes Pääsuke

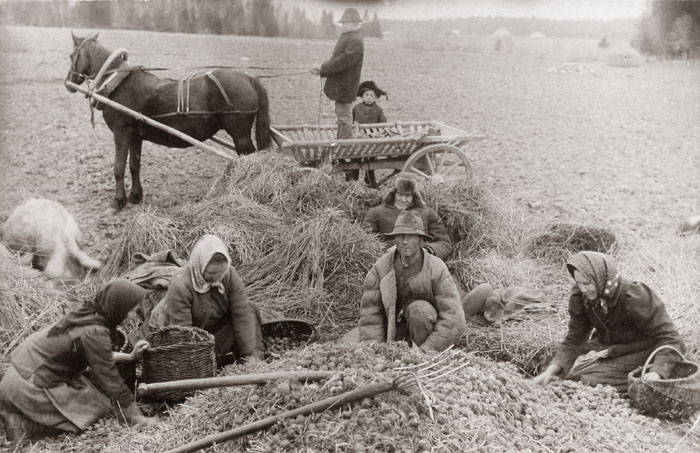

Johannes Pääsuke (Tartu, 30 de marzo de 1892-Orsha, 8 de enero de 1918) fue un fotógrafo estonio. 
Realizó más de 1000 fotografías y también trabajó en producciones cinematográficas. Su obra recoge sobre toda una serie de fotografías y documentales fílmicos.

## Filmografía
- Utotškini lendamised Tartu kohal (1912)
- Utotškini lend (1912)
- Tartu linn ja ümbrus (1912)
- Ajaloolised mälestusmärgid Eestimaa minevikust (1913)
- Retk läbi Setumaa (1913)
- Karujaht Pärnumaal (1914)